# 奧帕斯內埃群島
奧帕斯內埃群島是俄羅斯的群島，由2個島嶼組成，行政方面由克拉斯諾亞爾斯克邊疆區負責管轄，屬於北地群島的一部分，距離十月革命島50公里，最高點海拔高度14米。